# 染谷将太
染谷將太（日语：／ Sometani Shōta，1992年9月3日—）是一位日本男演员，隸屬於TOY'S FACTORY Inc.旗下。東京都出生，身高172公分。其妻為女演員菊地凜子。

## 簡介
2001年，在9歲時首次出演電影《STACY》，開始了演藝生涯。。2009年，首次主演長篇電影《潘多拉的盒子》。
2011年，與二階堂富美主演的電影《庸才》獲得了第68屆威尼斯國際電影節最佳新人獎。
2012年，在主演的電影《說謊的男孩與壞掉的女孩》獲得了第66屆每日電影獎最佳新人獎。
2013年，《庸才》、《惡之教典》獲得了第38屆日本電影金像獎優秀新人演員獎。
2015年，1月1日，與女演員菊地凜子發表婚訊。

## 個人
- 興趣是看電影、照相機。
- 特技有默劇、戲法、乒乓球[7]。
- 喜歡迪士尼樂園、卡拉OK。
- 喜歡的演員是菲利浦·西摩·霍夫曼[8]。

## 演出作品

### 電影
- 2008年4月，《蒲公英》 - 主演：孝
- 2008年10月，《應援少女》 - 田村晃
- 2009年10月，《潘多拉的盒子》（东京剧场） - 主演：ひばり
- 2010年8月，《東京島（日语：ギャガ）》 - マンタ
- 2011年1月，《說謊的男孩與壞掉的女孩》（角川映画） - 主演：阿道
- 2011年6月，《田間小路的花花公子（日语：あぜ道のダンディ）》 - 耕太
- 2011年6月，《東京公園》 - 高井ヒロ
- 2011年11月，《彼時生命（日语：アントキノイノチ）》 - 山木信夫
- 2012年1月，《庸才》（不道德的秘密） - 主演：住田祐一
- 2012年2月，《沒有人活著嗎（日语：生きてるものはいないのか）》 - 主演：ケイスケ
- 2012年5月，《貞子3D》（角川映画） - 榎木俊介
- 2012年9月，《天地明察》（角川映画） - 德川家綱
- 2012年11月，《惡之教典》（東宝） - 早水圭介
- 2013年1月，《草莓之夜》（東宝） - 柳井健斗
- 2013年2月，《腦男（日语：脳男）》（東宝） - 志村昭文
- 2013年2月，《最後一次中場休息（日语：インターミッション）》 - 主演：ショウタ
- 2013年3月，《小好、小麻、佐和子（日语：すーちゃん まいちゃん さわ子さん）》 - 千葉恒輔
- 2013年3月，《千年的娛樂（日语：千年の愉楽）》 - 中本達男
- 2013年3月，《ただいま、ジャクリーン》 - 主演：悟
- 2013年4月，《水母看世界》 - 四人衆・白虎
- 2013年6月，《完美的蛇頸龍之日》 - 高木真悟
- 2013年，《リカとルカ》 - 旅人
- 2013年11月，《清須會議》 - 森蘭丸
- 2013年12月，《シミラー バット ディファレント（日语：シミラー バット ディファレント）》（自製短篇電影） - 導演／劇本／出演
- 2013年12月，《永遠的0》（東宝） - 大石賢一郎
- 2014年3月，《觸不到的肌膚（日语：不気味なものの肌に触れる）》 - 主演：千尋
- 2014年3月，《白雪公主殺人事件》（松竹） - 長谷川
- 2014年5月，《哪啊哪啊神去村》（東宝） - 主演：平野勇氣
- 2014年5月，《正確的忘記（日语：正しく忘れる）》 - 竹下幸雄
- 2014年8月，《Drive in蒲生（日语：ドライブイン蒲生）》 - 主演：蒲生俊也
- 2014年8月，《東京暴族TOKYO TRIBE（日语：TOKYO TRIBE）》（日活） - MC SHOW
- 2014年10月，《葡萄的眼淚（日语：ぶどうのなみだ）》 - 主演：ロク
- 2014年11月，《要聽神明的話》（東宝） - 佐竹
- 2014～2015年，《寄生獸》（東宝） - 主演：泉新一
  - 2014年11月，《寄生獸》（第一部）
  - 2015年4月，《寄生獸 完結篇》
- 2015年1月，《歌舞伎町24小時愛情摩鐵》 - 主演：高橋徹
- 2015年5月，《僅此而已（日语：ソレダケ / that’s it）》 - 主演：大黑砂真男
- 2015年6月，《流浪者年代記》 - 學
- 2015年9月，《愛愛超能者》 - 主演：鴨川嘉郎
- 2015年10月，《爆漫王》（東宝） - 新妻英二
- 2015年10月，《老師和流浪貓（日语：先生と迷い猫）》 - 小鹿祥吾
- 2016年11月，《聖之青春》 - 主演：江川貢
- 2016年12月，《被稱為海賊的男人》 - 長谷部喜雄
- 2017年4月，《公園小情歌》 - 小田倉時生
- 2017年3月、4月，《3月的獅子》 - 二海堂晴信
- 2017年12月，《妖貓傳》 - 主演：空海
- 2018年6月，《聖哥傳》 - 主演：佛陀（佛祖）
- 2018年9月，《你的鳥兒會唱歌》 - 主演：静雄
- 2021年2月，《唐人街探案3》 - 村田昭
- 2022年2月，《大怪獸的善後處理》 - 武庫川電気
- 2023年9月，《ほつれる》 - 木村
- 2023年12月，《怪物樵夫》 - 杉谷九郎
- 2024年4月，《陰陽師0》 - 源博雅[9]
- 2024年6月，《異國日記》 - 塔野和成
- 2024年12月，《電影版 派遣女醫X》 - 神津比呂人 / 神津多可人[10]
- 2024年12月，《工作細胞》 - 輔助T細胞
- 2024年12月，《聖☆哥傳 THE MOVIE〜聖人 VS 惡魔軍團〜》 - 主演：佛陀（佛祖）

### 电视剧
- 2002年11月，《相棒》（EX） - 手塚守
- 2003年4月，《武藏MUSASHI》（NHK大河劇）
- 2005年1月，《M的悲劇》（TBS） - 安藤衛（幼時）
- 2007年4月，《生徒诸君》（EX） - 玉井吉尚
- 2007年11月，《挥棒人生》（NTV） - 乾多希
- 2008年4月，《野球少年》（NHK G） - 展西詠司
- 2009年7月，《吸血鬼男孩》（KTV） - 織田信輝
- 2009年11月，《坂上之云》（NHK） - 秋山好古（少年時代）
- 2010年4月，《龙马传》（NHK大河劇） - 山内豐範（日语：山内豊範）
- 2010年7月，《热海的搜查官》（EX） - 味澤宙夫
- 2011年1月，《江～公主們的戰國～》（NHK大河劇） - 森坊丸（日语：森長隆）
- 2013年2月，《xxxHOLiC》（WOWOW) - 四月一日君尋
- 2013年4月，《我们都是超能力者》（ETX D24） - 主演：鴨川嘉郎
- 2014年4月，《MOZU》（WOWOW、TBS） - 南貴之
- 2017年9月，《預兆 散步的侵略者》（WOWOW） - 山際辰雄
- 2019年4月，《夏空》（NHK晨間劇） - 神地航也
- 2020年1月，《麒麟來了》（NHK大河劇） - 織田信長[11]
- 2020年4月，《抓狂一族》（東京電視台） - 花丸木
- 2020年4月，《今日的貓村小姐》（東京電視台）- 強
- 2020年10月，《危險維納斯》（TBS）- 矢神明人
- 2023年1月，《幕末一擊必殺隊》（NHK）- 丑五郎[12]
- 2023年1月，《BRUSH UP LIFE》（NTV） - 福田俊介[13]
- 2023年4月，《風間公親－教場0－》（CX） - 中込兼兒[14]
- 2023年7月，《CODE-願望的代價-》（NTV） - 椎名一樹[15]
- 2024年4月，《YIPS 易普症》（CX） - 黑羽慧[16]
- 2025年1月，《豈有此理〜蔦重繁華如夢故事〜》（NHK大河劇） - 喜多川歌麿

### 網路劇
- 2016年6月，《火花》（Netflix）- 緒方
- 2016年7月，《CROW'S BLOOD》（Hulu）- 青年
- 2023年5月，《相撲聖域》（Netflix）- 清水
- 2024年7月，《地面師》（Netflix）- 長井
- 2025年11月，《武士生死鬥》（Netflix）- カムイコチャ（Kamuy Kocha）

### 动画配音
- 2012年7月，《狼的孩子雨和雪》（おおかみこどもの雨と雪，东宝映画），配音角色：田边先生
- 2015年7月，《怪物的孩子》（バケモノの子，东宝映画），配音角色：九太（青年時期）
- 2021年7月，《龍與雀斑公主》（竜とそばかすの姫，東寶），配音角色：千頭慎次郎
- 2022年11月，《鈴芽之旅》（すずめの戸締まり，東寶），配音角色：岡部稔
- 2025年9月，《一百公尺。—100M—》（ひゃくえむ。，波麗佳音、Asmik Ace），配音角色：小宮（與松坂桃李雙主演）[17]
- 2025年11月，《無盡的史嘉萊特》（果てしなきスカーレット，東寶），配音角色：ギルデンスターン[18]

## 外部連結
- 染谷將太官方網站 （页面存档备份，存于）
- TOY'S FACTORY 染谷將太 （页面存档备份，存于）
- Amaba 染谷將太個人Blog「六曜日」 （页面存档备份，存于）